# Jules Coutan
Pour les articles homonymes, voir Coutan.
Jules Alexis Coutan, dit Jules Félix Coutan, né le 22 septembre 1848 à Paris, ville où il est mort en son domicile le 23 février 1939 dans le 6e arrondissement, est un sculpteur français.

## Biographie
Jules Coutan est l'élève de Jules Cavelier à l'École des beaux-arts de Paris où il est plus tard professeur et a comme élèves, entre autres, les sculpteurs Raymond Delamarre, Louis Leygue et la sculptrice Aimée-Carole Gombaut. Il est lauréat du prix de Rome en 1872 pour Ajax bravant les Dieux et foudroyé et pensionnaire à la Villa Médicis de 1873 à 1876. Seuls les prénoms Jules et Alexis figurent sur son état-civil (6e arrondissement de Paris), pas le prénom Félix, qui est peut-être un nom d'artiste ou le prénom de son parrain.
Directeur des travaux d'art à la Manufacture nationale de Sèvres (1891), il en démissionne en 1894 et devient alors professeur à l’École des beaux-arts. Il expose régulièrement au Salon des artistes français et obtient une médaille d'or à l'Exposition universelle de Paris de 1889 puis le Grand Prix de l'Exposition universelle de 1900.
Coutan est élu membre de l'Académie des beaux-arts en 1900 à la mort d'Alexandre Falguière.
Suzanne Émilie Desbeaux, qu'il épousera en 1881, était la sœur d'Émile Desbeaux, écrivain ,.
Il est inhumé au cimetière de Montmartre, 25e division, le 25 février 1939.

## Œuvres
- Ajax bravant les Dieux et foudroyé, plâtre, Paris, école nationale supérieure des beaux-arts.
- Fontaine du progrès au Champ-de-Mars pour l'exposition universelle de Paris de 1889.
- Les Chasseurs d'aigles, 1900, haut-relief en plâtre, Paris, musée d'Orsay. Le bronze exécuté en 1900-1901 se trouve au Muséum national d'histoire naturelle, galerie d'anthropologie (façade rue), commandé par l'État sous le titre Les Races humaines.
- The Glory of Commerce, sculpture décorant Grand Central Terminal à New York, 1907-1913[8].
- Monument commémoratif aux soldats de la Vienne morts durant la guerre de 1870, Poitiers, jardin public rue Magenta, inauguré en 1895[9]. La maquette en plâtre se trouve au musée Sainte-Croix à Poitiers. La patine des éléments en bronze du monument a été gravement endommagée en 2012 par une tentative de restauration maladroite[10].
- La Porteuse de pain, Petit Palais, Paris, modèle en plâtre du bronze du square Saint-Jacques fondue sous le régime de Vichy, dans le cadre de la mobilisation des métaux non ferreux.
- La France à la Renaissance, statue ornementale à la base du pylône rive gauche en amont, Pont Alexandre-III à Paris.
- Sculpture sur le tombeau de la famille Herbette, cimetière du Montparnasse à Paris, présentée au Salon des artistes français de 1890 sous le no 3713 « Statue, marbre, destinée au tombeau de Mme Louis Herbette »[note 1].
- La Science et Le Travail, deux bas-reliefs de l'arche du pont de Bir-Hakeim à Paris[11].
- Un portique monumental du pavillon — où ont été exposés les produits de la manufacture de Sèvres durant l'exposition universelle de 1900 — réalisé en commun avec l'architecte Charles-Auguste Risler. C'est un décor avec des motifs variés caractéristiques de l'Art nouveau, avec un médaillon central représentant une jeune femme. Le portique se trouve actuellement dans le Quartier latin de Paris. Il décore le mur pignon dans le Square Félix-Desruelles.
- Le Manuscrit, 1891, marbre, Paris, bibliothèque nationale de France, site Richelieu.
- La Paix armée, 1887 bronze, parc Montsouris à Paris.

Œuvres de Jules Coutan
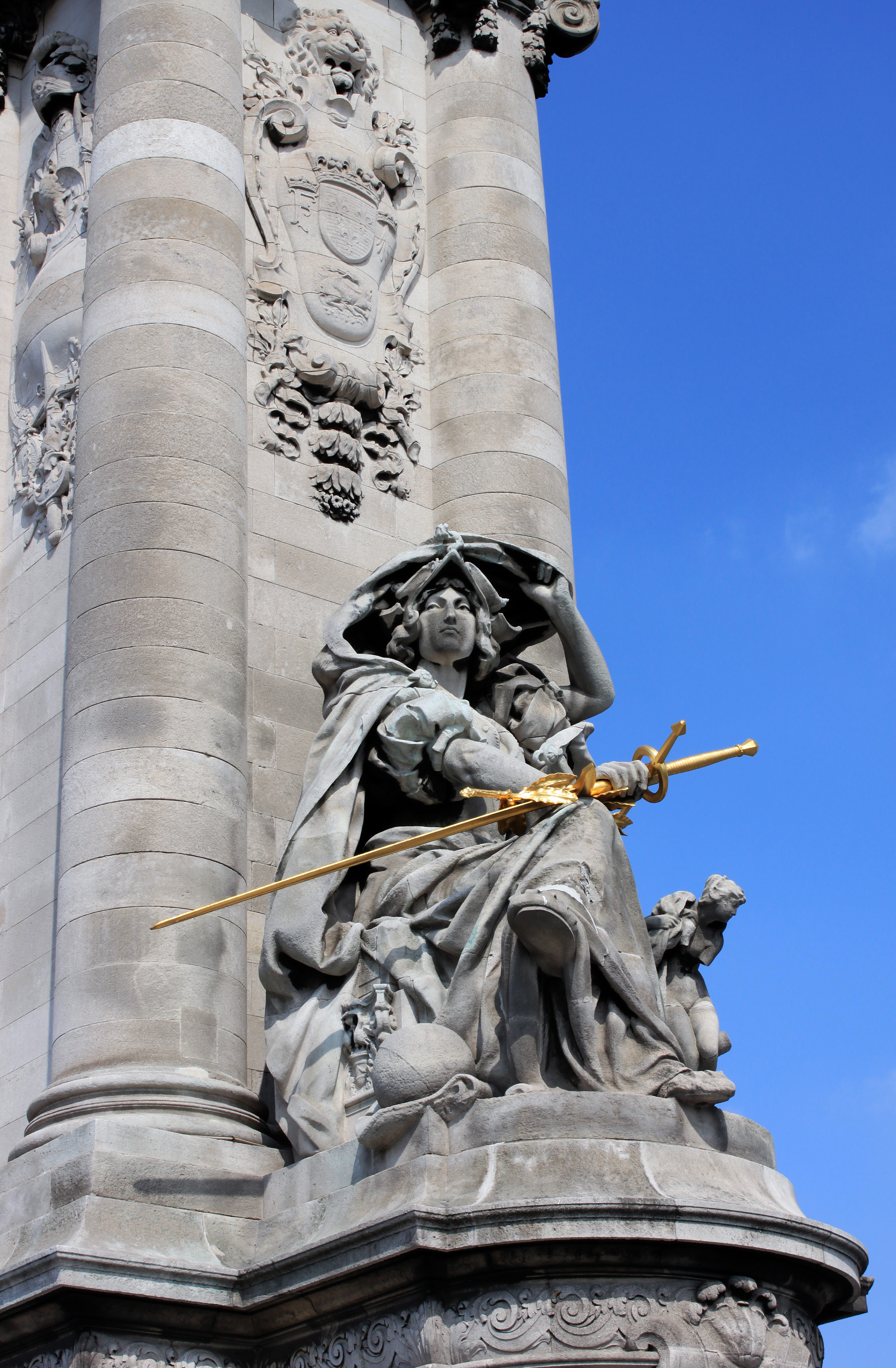
La France de la Renaissance (1900), Paris, pont Alexandre-III.
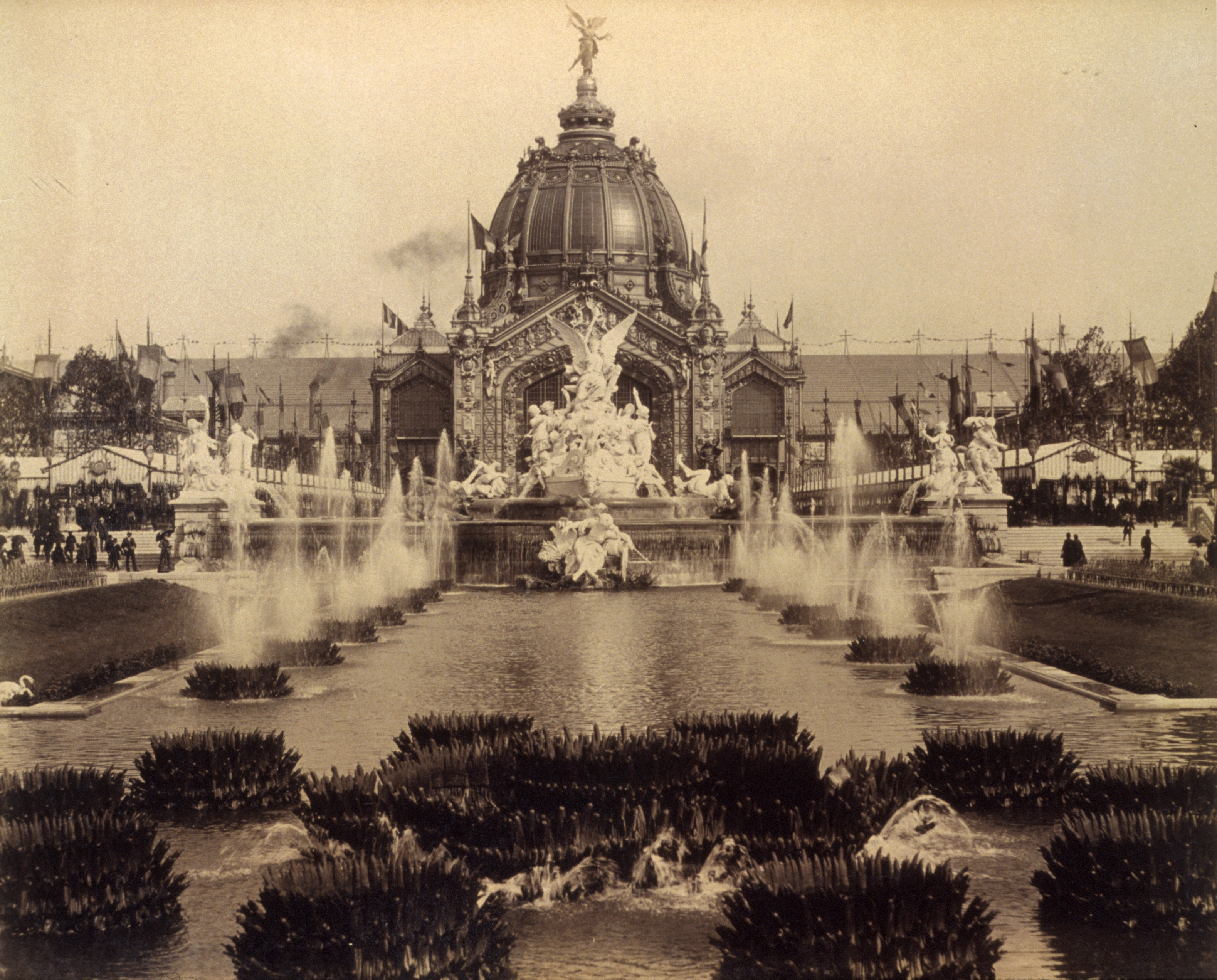
La fontaine centrale, Exposition universelle de 1889, Paris, Jardins du Trocadero
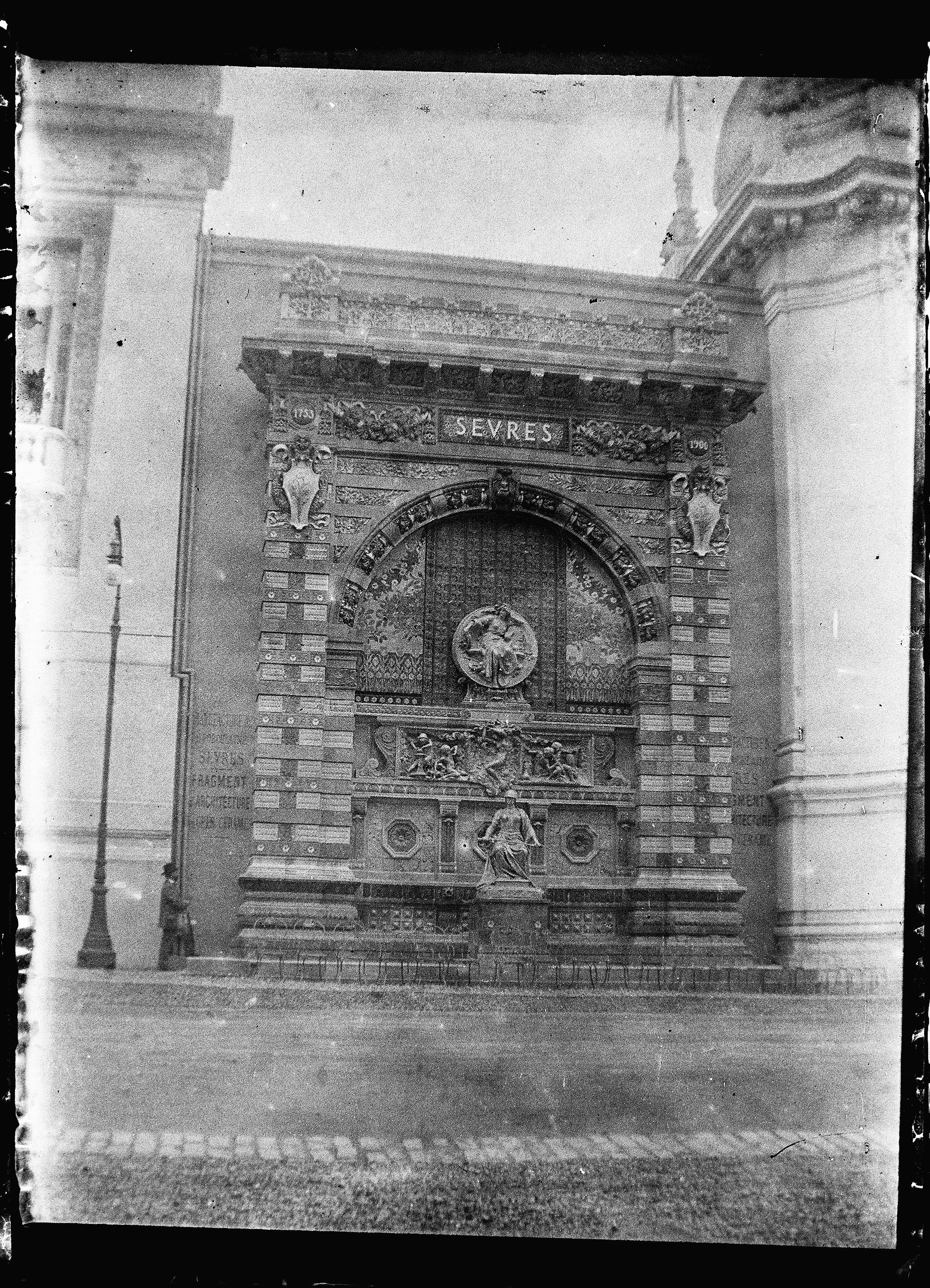
Portique de la manufacture de Sèvres (1900), Paris, in situ.
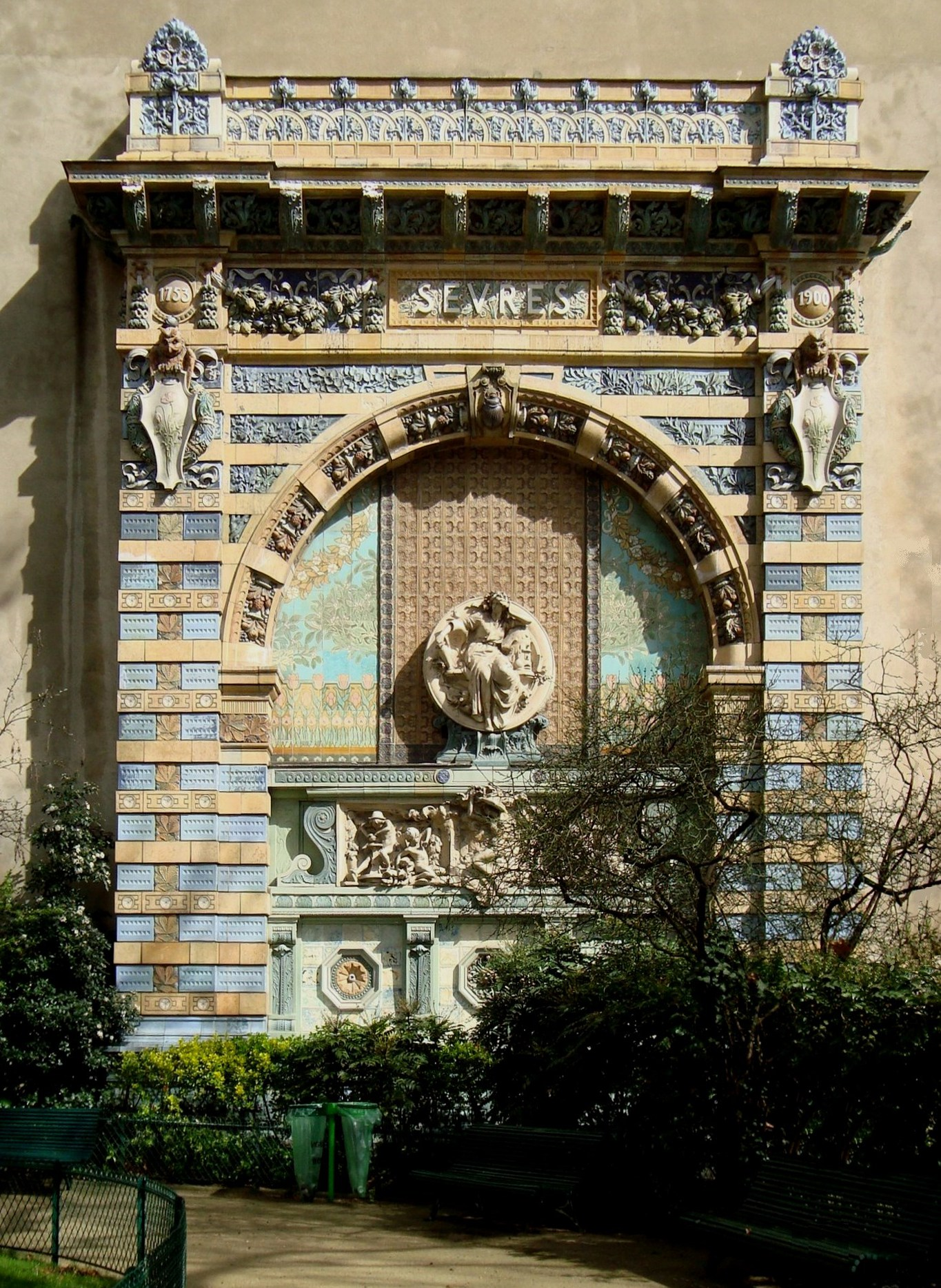
Portique de la manufacture de Sèvres (1900), Paris, square Félix-Desruelles.
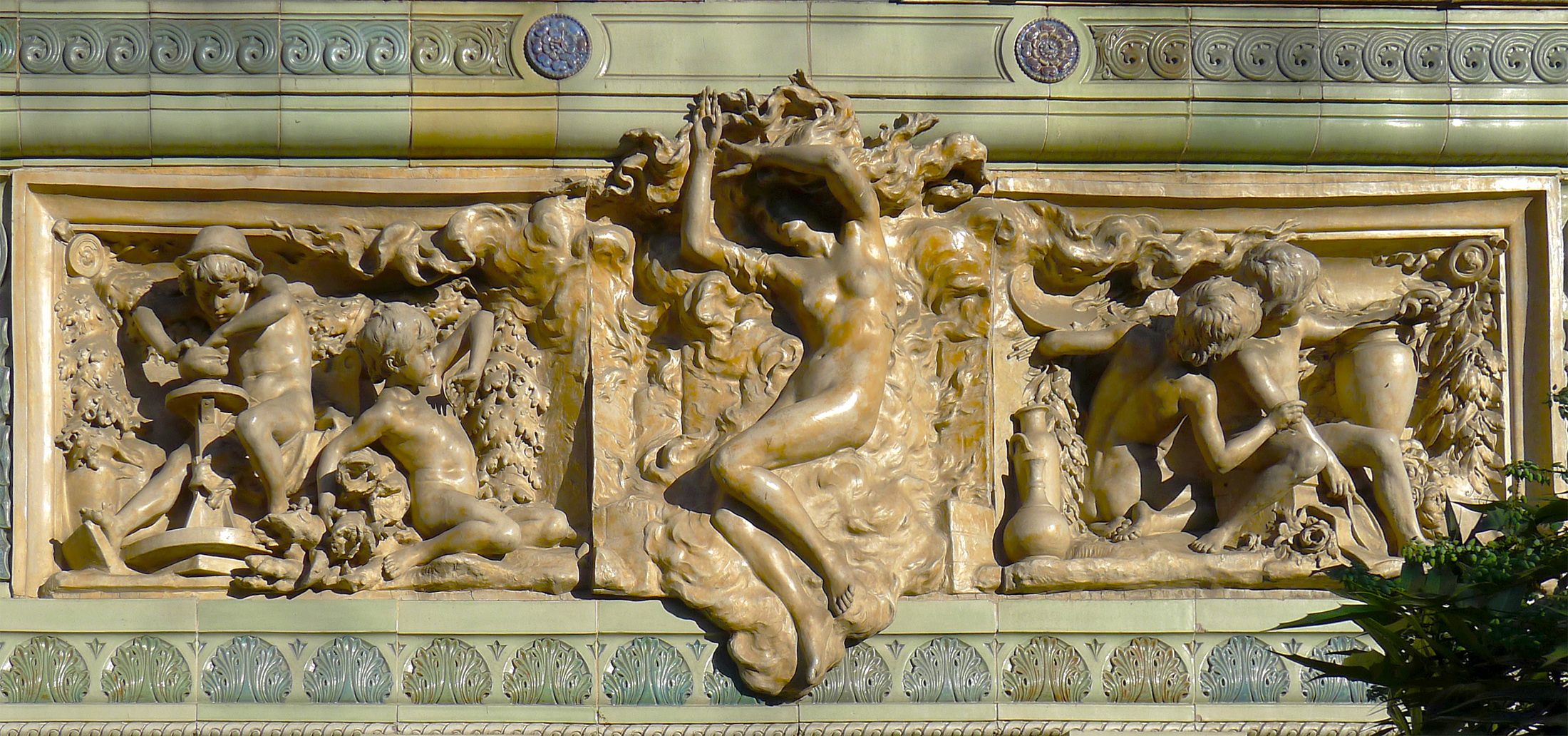
Portique de la manufacture de Sèvres (1900, détail), Paris, square Félix-Desruelles.
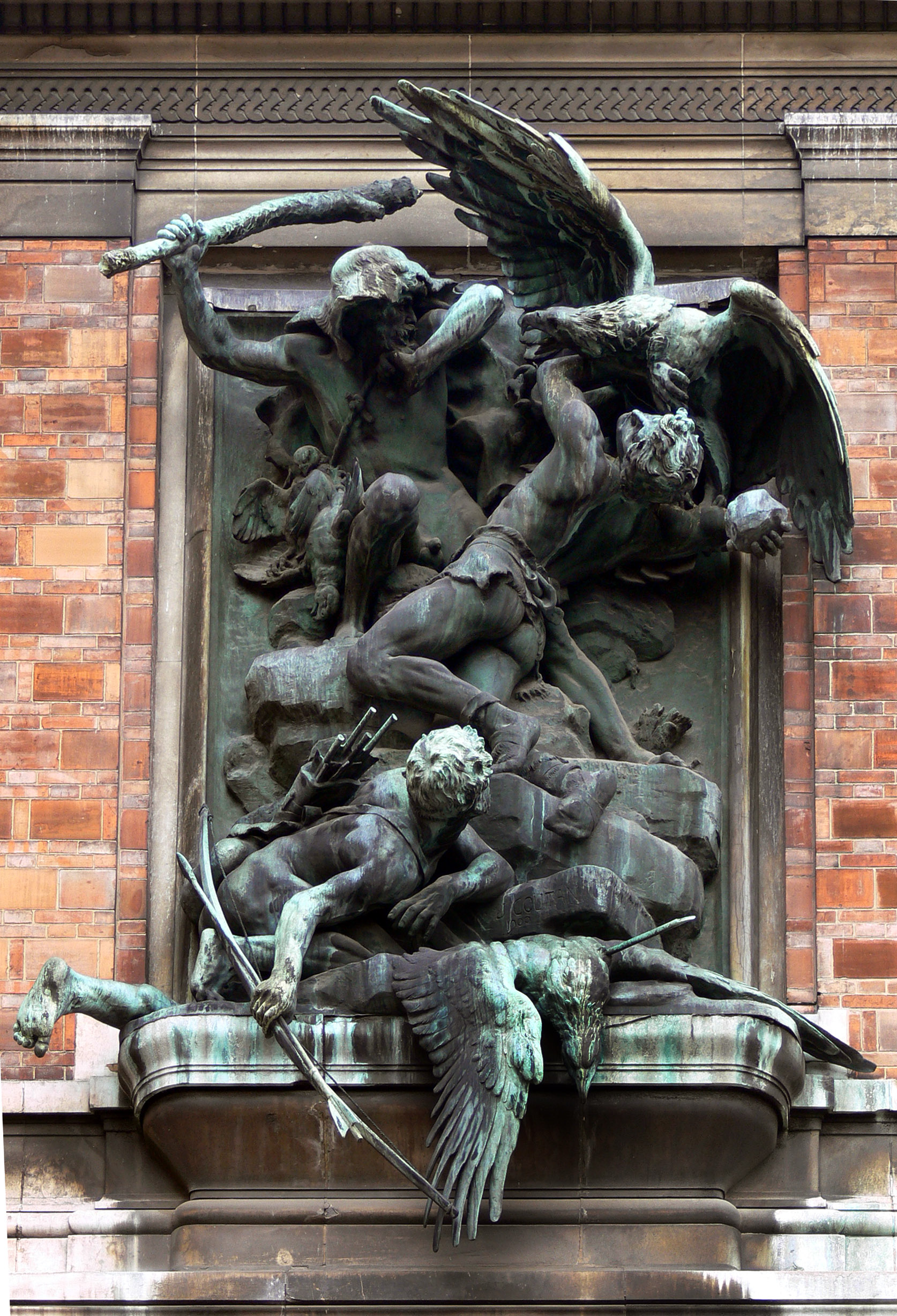
Les Chasseurs d'aigles (1901), Paris, Muséum national d'histoire naturelle.
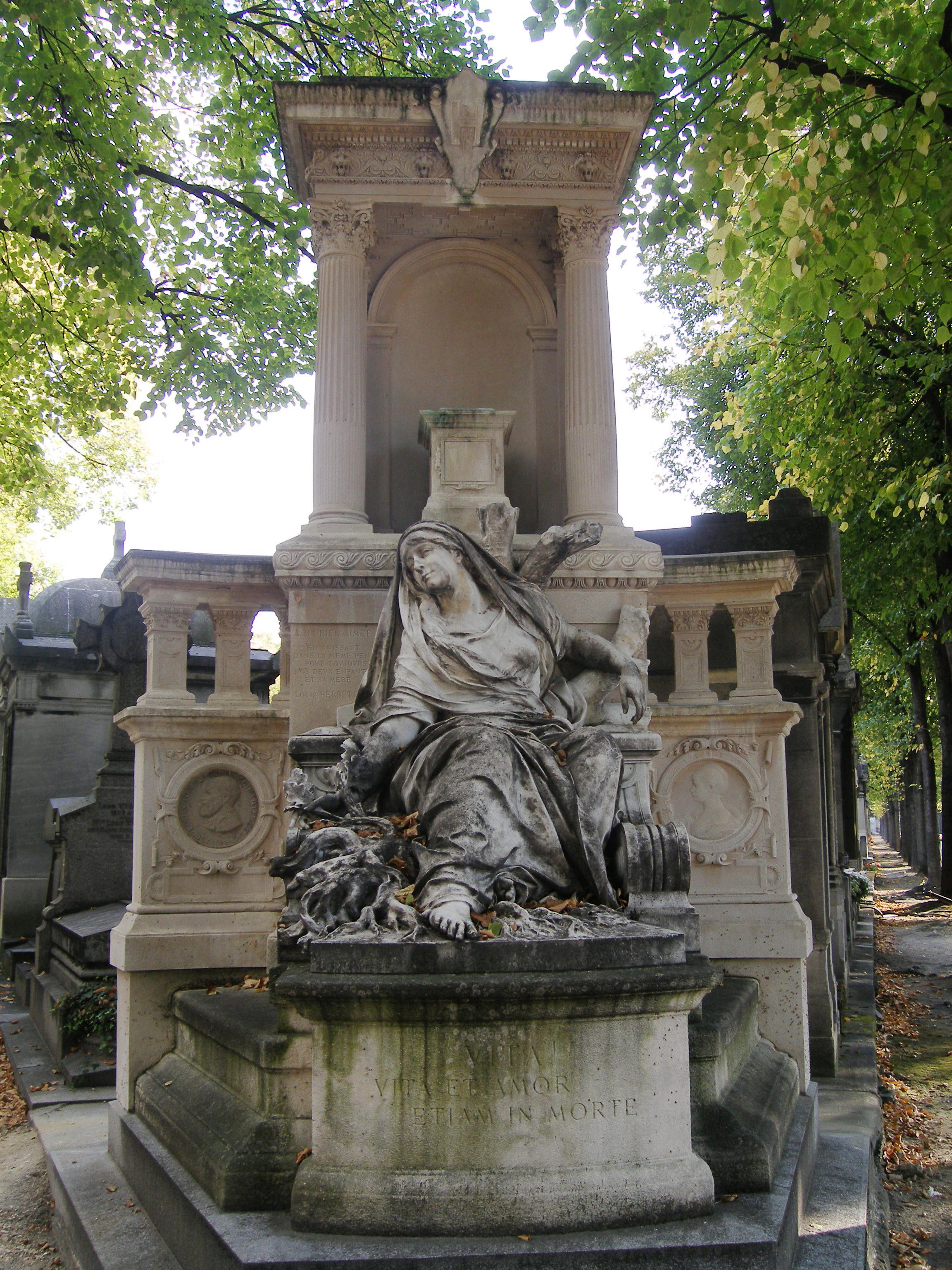
Tombeau de la famille Herbette, Paris, cimetière du Montparnasse.

## Distinctions
Jules Coutan est nommé chevalier de la Légion d'honneur le 11 juillet 1885 puis promu officier le 13 juillet 1889.

## Élèves
- André Méric (1900-1971)
- Mahmoud Mokhtar [13] (1891-1934)

- Louis Bate (1898-1948).
- Aimé-Gustave Blaise (1877-1961).
- Raymond Delamarre ( 1890-1986).
- Marcel Gaumont (1880-1962), prix de Rome en 1908.
- Hippolyte Lefèbvre (1863-1935).
- Louis Leygue (1905-1992).
- Léon-Eugène Longepied (1849-1888).
- Charles Maillard (1876-1973)
- Julien-Michel Menant  (1880-1915).
- Ernest Morenon  (1904-2003).
- Victor Nicolas (1906-1979).
- Eugène Piron  (1875-1928).
- Charles-Henri Pourquet (1877-1943).
- Alphonse Camille Terroir (1875-1955), dès 1893, premier prix de Rome en 1902.
- Pierre Turin.
- Gabriel Forestier (1889- 1969)
- Lucien Alliot (1877-1967)
- Aimé Octobre (1868-1943), premier prix de Rome en 1893.